# Uszkodzenia mechaniczne drewna

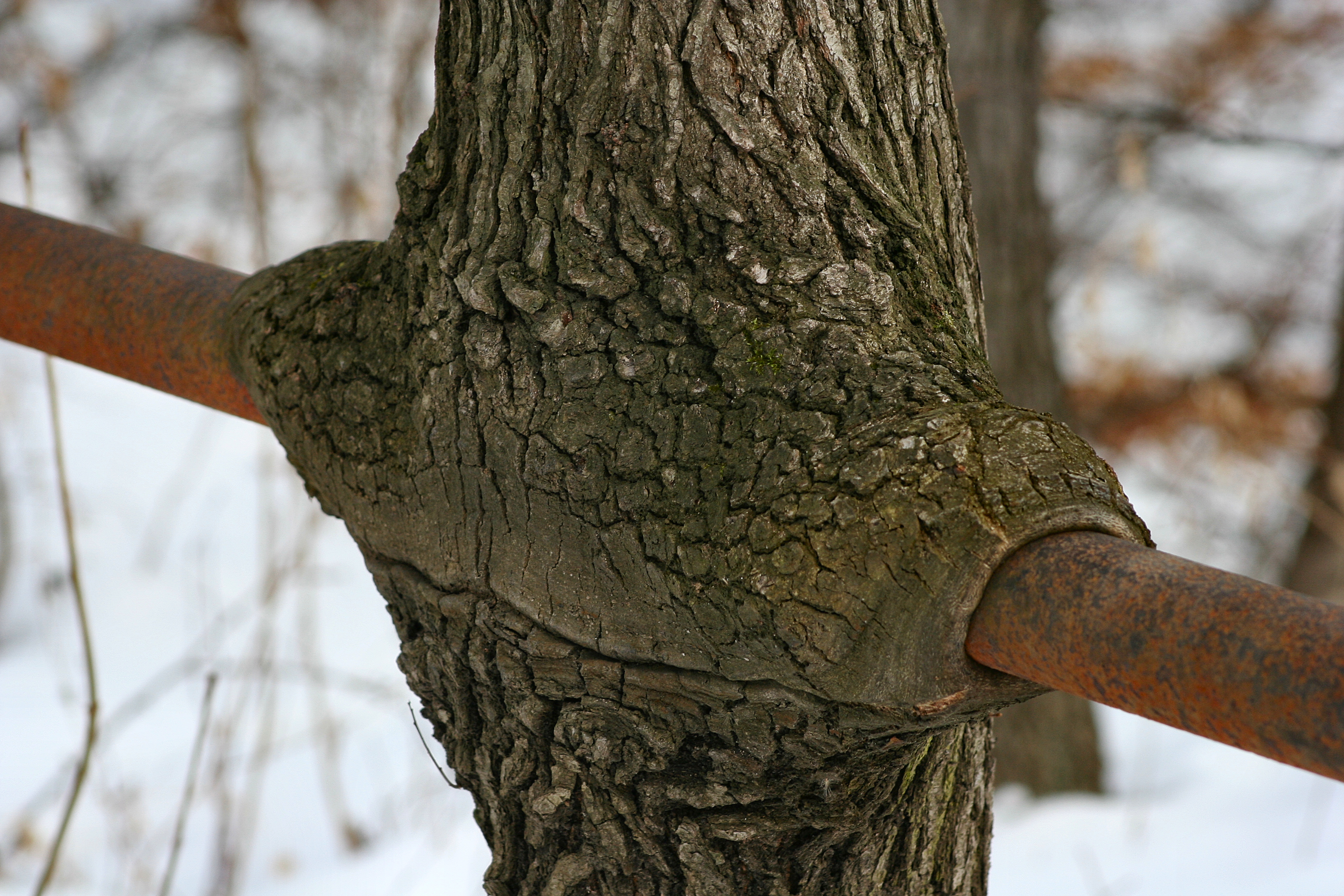
Uszkodzenie mechaniczne typu ciała obcego w pniu drzewa.

Uszkodzenia mechaniczne – grupa wad drewna polegająca na naruszeniu tkanek na ogół drzew rosnących lub krótko po ich ścięciu – drewna i jego składowaniu.
Uszkodzenia można podzielić według ich pochodzenia na:
- biologiczne
  - chodniki owadzie
  - uszkodzenia przez ptaki
- antropogeniczne
  - obecność ciał obcych,
Oraz wady, które w niektórych okolicznościach mogą być traktowane jako zabitka otwarta – wada budowy:
  - odarcie kory,
  - zwęglenia,
  - zaciosy,
  - spała żywiczarska.